# Hiroki Azuma
Hiroki Azuma (東 浩紀) (Mitaka, 9 maggio 1971) è uno scrittore, filosofo e critico letterario giapponese.

## Biografia
Nel 1999 riceve dall'Università di Tokyo il Doctor of Philosophy in "Cultura e rappresentazione" e nel 2003 diventa professore all'International University of Japan. È stato ricercatore presso il GLOCOM e ricercatore presso la sede giapponese della Stanford University Dal 2006 ha iniziato a lavorare presso il Centro per lo Studio delle Civiltà del Mondo al Tokyo Institute of Technology.
È sposato con Hoshio Sanae, scrittrice e poeta, da cui ha avuto un bambino. Suo suocero è il traduttore e scrittore Kotaka Hobumitsu.

## Opere
- The animalization of Otaku culture, 2007
- Generazione Otaku : uno studio della postmodernità (Otaku), 2009, Milano, Jaca book, 2010